# 李仁之
李 仁之（い いんじ、1946年11月16日 - ）は、日本の社会福祉学者。武蔵野大学教授。専門は社会福祉。博士（社会学）、修士（社会福祉学）。

## 人物
所属学会は日本社会福祉学会及び日本地域福祉研究会、福祉社会学会。

## 学歴
- 1971年　高麗大学校法経学部経済学科卒業
- 1981年　同志社大学大学院文学研究科社会福祉学専攻修士課程修了
- 1991年　東京大学大学院社会学研究科社会学専攻博士課程修了、博士（社会福祉学）

## 職歴
- 1992年 立教大学社会学部社会学科 非常勤講師
- 1994年 聖カタリナ女子大学社会福祉学部社会福祉学科 助教授
- 1999年 聖カタリナ女子大学社会福祉学部社会福祉学科 教授
- 2002年 群馬社会福祉大学社会福祉学部社会福祉学科 教授
- 2004年 東日本国際大学環境福祉学部 社会福祉学科 教授
- 20??年 武蔵野大学人間関係学部 社会福祉学科 教授

## 業績
- 編著『社会福祉原論』(建帛社、2002年)
- 共著『グローバリゼーションと国際社会福祉』(中央法規出版、2002年)